# Южный район (Новороссийск)
Южный район — внутригородской район города Новороссийска (муниципального образования город Новороссийск) Краснодарского края России.

## География
Район расположен южнее улицы Куникова вдоль западного берега Цемесской бухты. В районе находится знаменитая Малая Земля, Государственный морской университет имени адмирала Ф. Ф. Ушакова. Район включает в себя 3, 7, 9, 10, 14—17 микрорайоны.

## История
Район был образован 18 июля 2004 года в результате разукрупнения Центрального района.

## Население
| 2005    | 2010    | 2012    | 2013    | 2014    | 2015    | 2016    |
| ------- | ------- | ------- | ------- | ------- | ------- | ------- |
| 59 400  | ↗65 500 | ↗65 627 | ↗66 025 | ↗67 651 | ↗68 207 | ↗68 882 |
| 2017    | 2018    | 2019    | 2020    | 2021    | 2023    |         |
| ↘68 441 | ↘67 659 | ↘66 819 | ↘65 966 | ↗71 117 | ↗71 604 |         |